# Campionato mondiale militare di scherma 1951
Il Campionato mondiale militare di scherma del 1951 ("1951 World Military Fencing Championships") è stato organizzato dalla Federazione internazionale della scherma e si è svolto a Bruxelles in Belgio dal 12 al 17 novembre.
Nel fioretto, si è aggiudicato il titolo di campione mondiale militare lo svedese Bo Eriksson, che ha battuto in finale il francese Claude Bancilhon.
Nella spada il belga Ghislain Delaunois ha battuto in finale lo svedese Per Carleson, ottenendo il titolo mondiale militare maschile.
Nella sciabola il francese Jacques Lefèvre prevale sul belga Marcel Van Der Auwera.
Nel campionato mondiale militare a squadre maschili, la nazionale francese ha prevalso nella finale del fioretto contro il Belgio, mentre la nazionale svedese ha vinto nella spada contro la formazione francese, ed infine la nazionale belga ha avuto la meglio sulla compagine britannica nella sciabola.

## Podi

### Uomini
| Specialità  | Oro                                                                      | Argento                                                           | Bronzo                                                        |
| Individuali |                                                                          |                                                                   |                                                               |
| Fioretto    | Bo Eriksson                                                              | Claude Bancilhon                                                  | Jacques Lefèvre                                               |
| Spada       | Ghislain Delaunois                                                       | Per Carleson                                                      | Sven Fahlman                                                  |
| Sciabola    | Jacques Lefèvre                                                          | Marcel Van Der Auwera                                             | Marcel Nys                                                    |
| A squadre   |                                                                          |                                                                   |                                                               |
| Fioretto    | Francia Claude Bancilhon Courreges Jacques Lefèvre J. Mangieu            | Belgio Balthazar De Beuckelaer Decru Andre Paul Joseph Verhalle - | Svezia Bo Eriksson Olof Hellgren Rolf Magnusson Nils Rydström |
| Spada       | Svezia Göran Bergenstråhle Per Carleson Sven Fahlman Ulf Ling-Vannerus   | Francia Ballandras Alain Besseche Philippe Coutrot Lavanga        | Belgio Roger Achten Celen Declerc Ghislain Delaunois          |
| Sciabola    | Belgio Marcel Nys Souck Marcel Van Der Auwera Andre Paul Joseph Verhalle | Regno Unito Robert Anderson Thompson -                            | Francia Lacombe Jacques Lefèvre -                             |

## Medagliere
| Pos.   | Nazione     | Oro | Argento | Bronzo | Totale |
| ------ | ----------- | --- | ------- | ------ | ------ |
| 1      | Belgio      | 2   | 2       | 2      | 6      |
| 1      | Francia     | 2   | 2       | 2      | 6      |
| 3      | Svezia      | 2   | 1       | 2      | 5      |
| 4      | Regno Unito | 0   | 1       | 0      | 1      |
| Totale | Totale      | 6   | 6       | 6      | 18     |